# Iviers
Iviers ist eine französische Gemeinde mit 219 Einwohnern (Stand 1. Januar 2022) im Département Aisne in der Region Hauts-de-France (vor 2016 Picardie). Sie gehört zum Arrondissement Vervins, zum Kanton Hirson und zum Gemeindeverband Trois Rivières.

## Geographie
Die Gemeinde Iviers liegt in der Landschaft Thiérache, 17 Kilometer südlich von Hirson. Nachbargemeinden von Iviers sind Beaumé im Norden, Aubenton im Nordosten, Brunehamel im Südosten, Dohis im Süden, Cuiry-lès-Iviers im Südwesten, Coingt im Westen sowie Besmont im Nordwesten,.

## Bevölkerungsentwicklung
| Jahr                       | 1962 | 1968 | 1975 | 1982 | 1990 | 1999 | 2006 | 2015 | 2022 |
| Einwohner                  | 285  | 265  | 228  | 210  | 195  | 172  | 168  | 223  | 219  |
| Quellen: Cassini und INSEE |      |      |      |      |      |      |      |      |      |

## Sehenswürdigkeiten

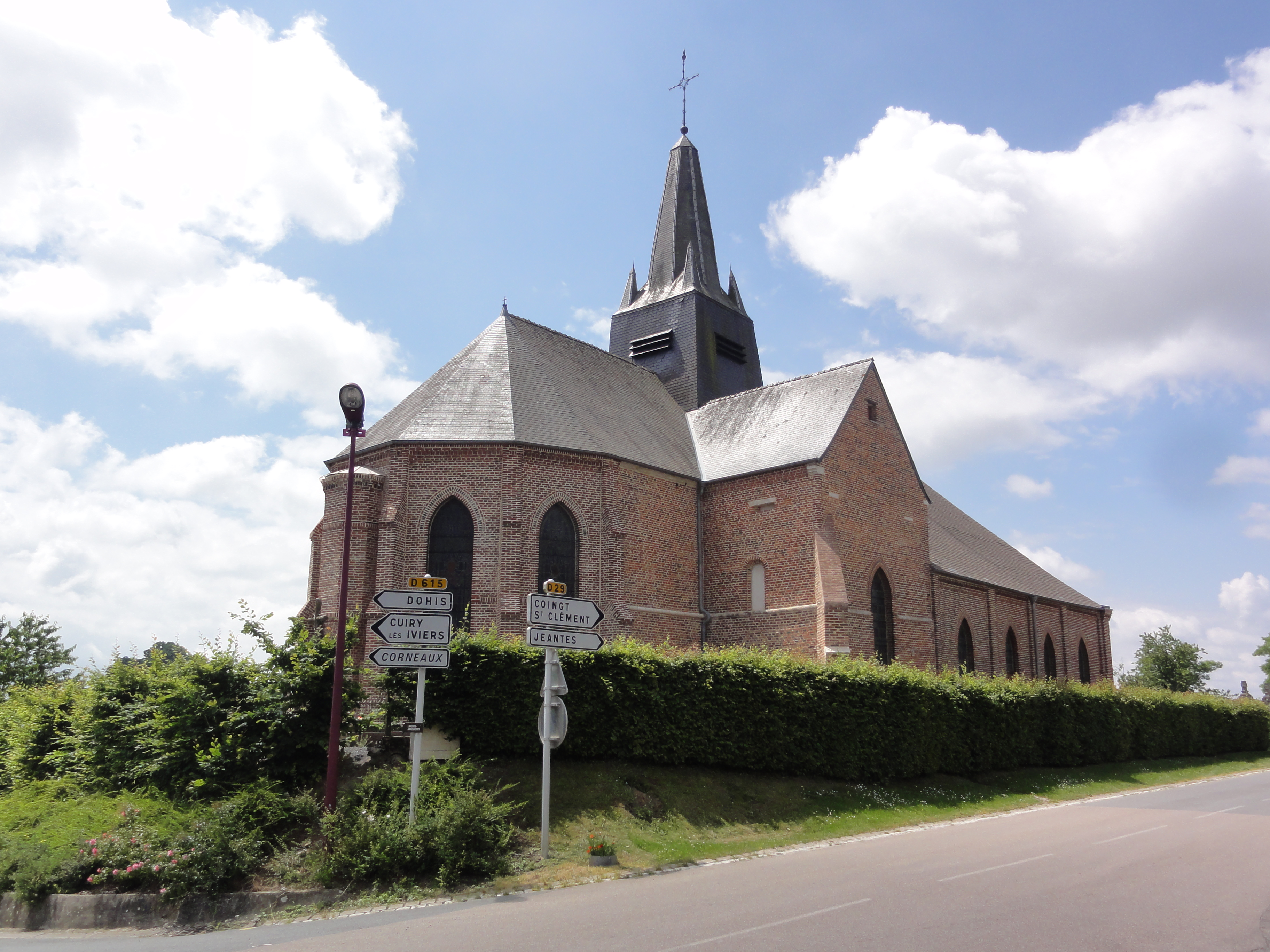
Kirche Sainte-Marie-Madeleine
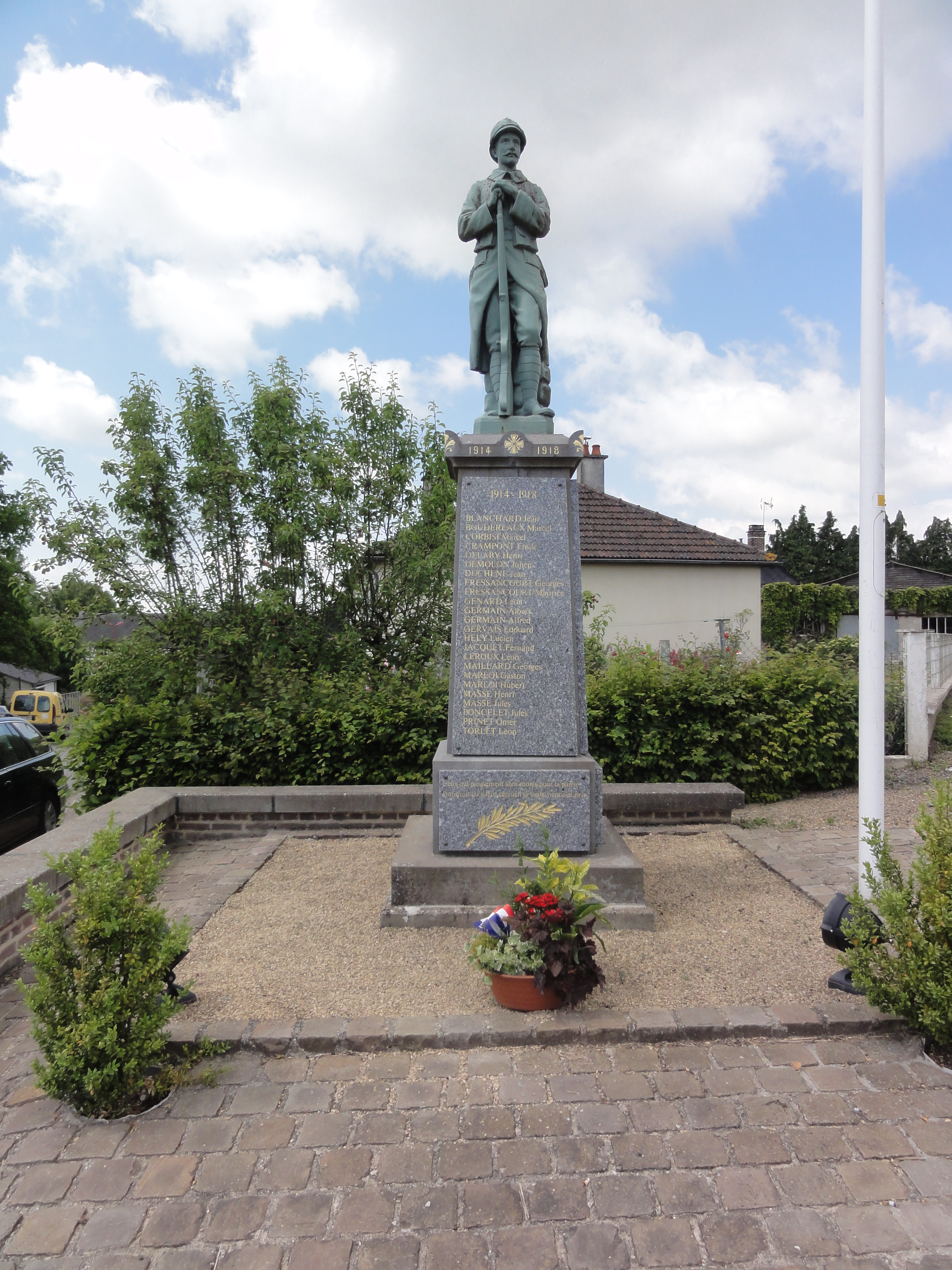
Gefallenendenkmal

- Kirche Sainte-Marie-Madeleine
- Gefallenendenkmal